# Weihwasserträger
Der Weihwasserträger (fälschlich gelegentlich auch Asperferar von lat. aspergere „besprengen“ und ferre „tragen“) ist in der Liturgie der katholischen Kirche ein Ministrant, der ein Gefäß mit Weihwasser bereithält. Er begleitet damit den Priester oder Diakon, während dieser mit dem Aspergill das Weihwasser versprengt.
Weihwasserträger werden üblicherweise beim Taufgedächtnis in der Osternacht und in der Messfeier, an Mariä Lichtmess (Kerzensegnung), am Aschermittwoch (Segnung der Asche), am Palmsonntag (Segnung der Palmzweige) und bei der Spendung vieler Sakramente und Sakramentalien benötigt.